# صموئيل كالي
صموئيل كالي (بالإنجليزية: Samuel Calley)‏ هو سياسي أمريكي، ولد في 13 أبريل 1821 في سالم في الولايات المتحدة، وتوفي في 1883 بسبب شنق. حزبياً، نشط في الحزب الجمهوري. وقد انتخب عضو مجلس نواب ماساتشوستس.